# Letitia Tyler
Letitia Christian Tyler (New Kent County, 12 november 1790 - Washington D.C., 10 september 1842) was de eerste echtgenote van Amerikaans president John Tyler en van 1841 tot haar dood in 1842 de first lady van het land.
Opgegroeid op een plantage in Virginia trouwde ze met John Tyler op 29 maart 1813. Ze kregen acht kinderen, van wie er zeven overleefden. Terwijl John een politieke carrière uitbouwde in Washington bleef zij thuis met de kinderen en verbleef slechts één keer in Washington D.C., tijdens de winter. Na een beroerte in 1839 werd ze kreupel en moest in een rolstoel zitten.
In het Witte Huis had ze een kamer op de tweede verdieping maar ze kon de taken van een first lady niet meer vervullen. Omdat haar oudste dochters al getrouwd waren en hun eigen huis hadden en de andere kinderen nog te klein waren, nam schoondochter Priscilla Tyler de taken als first lady op 24-jarige leeftijd op zich.
Letitia was geliefd en werd door haar grote familie bewonderd. Priscilla zei dat ze de meest onzelfzuchtige vrouw was die ze kende. Ze stierf vredig in 1842 met haar familie om haar heen en werd begraven op de plantage waar ze geboren was.
Martha Washington ·
Abigail Adams ·
Martha Jefferson Randolph ·
Dolley Madison ·
Elizabeth Kortright Monroe ·
Louisa Adams ·
Emily Donelson ·
Sarah Yorke Jackson ·
Angelica Van Buren ·
Anna Harrison ·
Letitia Tyler ·
Priscilla Tyler ·
Julia Tyler ·
Sarah Polk ·
Margaret Taylor ·
Abigail Fillmore ·
Jane Pierce ·
Harriet Lane ·
Mary Lincoln ·
Eliza Johnson ·
Julia Grant ·
Lucy Hayes ·
Lucretia Garfield ·
Mary McElroy ·
Rose Cleveland ·
Frances Cleveland ·
Caroline Harrison ·
Mary Harrison McKee ·
Ida McKinley ·
Edith Roosevelt ·
Helen Taft ·
Ellen Wilson ·
Edith Wilson ·
Florence Harding ·
Grace Coolidge ·
Lou Hoover ·
Eleanor Roosevelt ·
Bess Truman ·
Mamie Eisenhower ·
Jacqueline Kennedy ·
Lady Bird Johnson ·
Pat Nixon ·
Betty Ford ·
Rosalynn Carter ·
Nancy Reagan ·
Barbara Bush ·
Hillary Clinton ·
Laura Bush ·
Michelle Obama ·
Melania Trump ·
Jill Biden ·
Melania Trump